# Кріштован да Гама
Крішто́ван да Гáма (порт. Cristóvão da Gama, бл. 1516 — 29 серпня 1542) — португальський військовий і мореплавець, що очолював португальський загін, який бився на стороні імператора Ефіопії під час нападу мусульманського Султанату Адал на цю країну (1541—1543). Четвертий син португальського мореплавця Васко да Гама.

## Початок кар'єри
Кріштован (Христофор) був четвертим сином Васко да Гами та Катаріни де Атайде, молодшим братом Ештевана да Гама, також видатного мореплавця. В 1532 він прибув до Індії разом з братом, в 1535 знову повернувся в Португалію, а в 1538 приєднався до експедиції в Діу. Під час походу виявляв сміливість і рішучість, за що Ештеван, вже будучи віце-королем Індії, в 1541 доручив йому командування кораблем під час нападу на османські військові бази в Суецькій затоці.

## Війна в Ефіопії
Рейд Ештевана в Суецьку затоку провалився, і 22 травня 1541 він повернувся в порт Массава. Бажаючи добитися хоч якихось результатів, Ештеван відправив загін під командуванням брата на допомогу імператору Ефіопії Гелавдевосу. Користуючись португальсько-ефіопськими зв'язками, встановленими Перу да Ковільяном, попередник імператора Девіт II ще в 1536 запросив військової допомоги у португальців. Ефіопська армія була розгромлена військами мусульманського султанату Адал (на території сучасного Сомалі), що вторглися в країну за підтримки Османської імперії. Кріштован виступив з Массави на чолі загону з 400 португальців (70 з яких були досвідченими ремісниками або інженерами) і 130 невільників; озброєння загону становила тисяча пік та аркебуз, а також кілька бомбард .
Через сезон дощів португальське військо пересувалося вкрай повільно. 2 лютого 1542 загін Кріштована вперше зіткнувся з супротивником і здобув перемогу, втративши всього вісім солдатів і майже повністю знищивши ворожий загін з 1500 лучників. Через два місяці він зустрівся з основним військом мусульман, яке очолював талановитий і хоробрий полководець Ахмад аль-Газі. Хроніки повідомляють, що воєначальники обмінялися образливими подарунками: посланець Ахмада вручив португальцю вбрання ченця, на що Кріштован відповів посилкою дзеркала та щипців для брів, натякаючи на делікатність та слабкість свого супротивника.
Після зустрічі були дві битви — 4 і 16 квітня, в яких португальцям, незважаючи на величезну чисельну перевагу ворога, вдалося завдати ворожим загонам значної шкоди і поранити їх ватажка, після чого мусульманам довелося відступити на південь. Кріштован, дізнавшись, що імператор практично позбавлений війська і змушений вести життя блукача, вирішив рушити йому назустріч. Для досягнення цієї мети він разом із сотнею солдатів захопив погано охоронювану гірську фортецю, де роздобув коней для своєї армії.
Тим часом турки надіслали Ахмаду аль-Газі підкріплення, у складі якого були солдати, які були озброєні вогнепальною зброєю і своїм числом набагато перевершували військо португальців. 28 серпня відбулася битва, в якій військо та Гама було розбито (вціліло 170 людей), а сам він, поранений у руку, потрапив у полон разом із 14 супутниками.

## Смерть та її наслідки
Кріштован да Гама був підданий численним тортурам і, відмовившись прийняти іслам, був наступного дня обезголовлений. Португальські хроністи описують його муки і смерть житійною мовою, згадуючи численні дива (так, джерелу, в яке було кинуто відрубана голова Кріштована, приписується цілюща сила). Вцілілі солдати його загону приєдналися до війська, зібраного вигнаним імператором, і 21 лютого 1543 взяли участь у генеральній битві з воїнами Ахмад Грана в Битві при Зентере. Їхній внесок виявився вирішальним — зусиллями португальців були розсіяні загони надісланих Османською імперією стрільців, а самого Ахмада застрелив португальський аркебузир. Після загибелі свого керівника, деморалізована армія Ахмада безладно відступила. У португальських джерелах висловлюється одностайна думка, що солдатами Кріштована рухало бажання помститися за його вбивство. Після перемоги над мусульманами імператор наказав португальцям залишитися в Ефіопії та вступити до нього на службу. Поселення колишніх солдатів Кріштована стало одним із форпостів Португалії в країні